# Planeta pokladů
Planeta pokladů (v anglickém originále The Treasure Planet) je americký animovaný a komediální film režiséra Rona Clementsa a Johna Muskera. Ve filmu hráli Joseph Gordon-Levitt, Brian Murray, David Hyde Pierce, Martin Short, Roscoe Lee Browne, Emma Thompson, Michael Wincott, Laurie Metcalf, a Patrick McGoohan.
Předlohou byla Stevensonova kniha Poklad na ostrově. Děj je však zasazen do vesmíru.

## Obsazení
| Joseph Gordon-Levitt | Jim Hawkins         |
| Austin Majors        | Jim dítě            |
| Martin Short         | Ben                 |
| Brian Murray         | John Silver         |
| Emma Thompson        | Kapitán Amelia      |
| David Hyde Pierce    | Dr. Delbert Doppler |
| Roscoe Lee Browne    | Mr. Arrow           |
| Michael Wincott      | Skroop              |
| Patrick McGoohan     | Billy Bones         |
| Laurie Metcalf       | Sarah Hawkins       |
| Dane A. Davis        | Morph               |